# الفضاء اللوني ن ض ص
يشير ن ض ص ( نُقبة - صفاء - إضاءة ) أو ض ص ن إلى أي من العديد من نماذج فضاء اللون الأسطواني المصممة لتتوافق مع الإدراك البشري للون مع المعلمات الثلاثة. تم اعتماد ض ص ن من قبل ممارسي تصور المعلومات لتقديم البيانات دون التحيز الضمني في استخدام تشبع متفاوت. تم تصميمها بشكل عام بحيث تتمتع بخصائص كل من الترجمات الأسطوانية لمساحة ألوان خ ح ز ، مثل (ن ش ض) و (ن ش ق) ، والفضاء اللوني ض*أ*ب* .